# DISTANCE (J-WALKのアルバム)
『DISTANCE』（ディスタンス）は、J-WALK1枚目のベスト・アルバム。1986年1月25日にBOURBON RECORDSから発売された。

## 概要
前作「EXIT」から半年振り、初のベスト・アルバム。3枚のアルバムから選曲。更に、1983年発売の12インチ・シングル収録「SHAKE DOWN」「ONCE IN MY LIFE」2曲が初収録。

## 収録曲
1. JOE
2. 野良犬/A STRAY DOG
3. JERK TOWN/俺のジャーク・タウン
4. ONCE IN MY LIFE
5. ウインズ・ブルース吹く街角/WIND'S BLUES
6. RAB-A-DUM-DUM-DUM
7. JUST BECAUSE
8. MORNING GLOW/朝焼けの中で
9. JAY WALKER
10. SHAKE DOWN
11. 沈みゆく夕陽/THE LONGEST DAY
12. ユア・マイ・フレンド